# Созвездия Джона Хилла

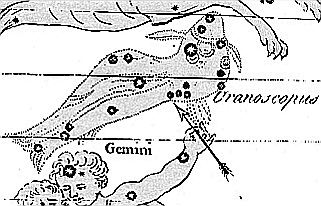
Созвездие Звездочёта

В 1754 году английский натуралист Джон Хилл опубликовал работу «Urania: or, a compleat view of the Heavens; containing the Ancient and modern Astronomy in form of a Dictionary, etc.» (Урания: или полный обзор Небес; содержащий древнюю и современную астрономию в виде словаря и т. д.), где предложил несколько новых созвездий. Поскольку официального списка созвездий ещё не существовало, в среде астрономов, издающих атласы неба, существовала практика введения собственных созвездий, отражающих политические или научные пристрастия авторов. Однако, предложения Хилла были достаточно экстравагантными: поскольку интересы его лежали в области зоологии, он поместил на небе целый ряд насекомых, кишечнополостных, моллюсков и рыб, в ряде случаев достаточно отталкивающих. Историки астрономии не пришли к единому мнению, была ли это своеобразная шутка или же Хилл, вдохновлённый технократическими нововведениями своих предшественников (см., например, созвездия Лакайля), предлагал свои созвездия всерьёз.
За редчайшим исключением созвездия Хилла больше никогда не использовались.

## Список новых наименований

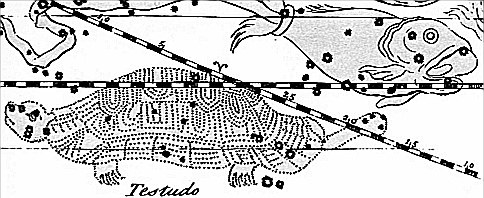
Созвездие Черепахи

- Слизень (лат. Limax) —  располагалось между Эриданом, Орионом и Зайцем на месте также устаревшего созвездия Бранденбургский Скипетр;
- Дождевой Червь (лат. Lumbricus) — располагалось между Близнецами, Раком и Малым Псом;
- Пиявка (лат. Hirudo) — располагалось между Орионом и Тельцом;
- Грифея (лат. Gryphaea) — вид пластинчатожаберных моллюсков – располагалось между Геркулесом, Лирой и Орлом на месте также устаревших созвездий Цербер и Ветвь Яблони;
- Пинна (лат. Pinna Nobilis) — вид двустворчатых моллюсков; располагалось на месте Щита, между Стрельцом, Орлом и Змеёй;
- Зубовик (лат. Dentalium) — вид лопатоногих моллюсков, располагался между Орлом и Пегасом на месте также устаревшего созвездия Нилометр; по всей видимости, это единственное созвездие Хилла, изображавшееся впоследствии другими авторами в виде зуба или бивня;
- Паук (лат. Aranea) — располагался между Весами и Гидрой, около Ворона и Девы рядом с также устаревшим созвездием Одинокий Дрозд;
- Скарабей (лат. Scarabaeus) – располагалось между Змееносцем, Змеёй, Скорпионом и Весами;
- Жаба (лат. Bufo) – располагалось между Скорпионом, Весами и Гидрой около Девы на месте также устаревшего созвездия Одинокий Дрозд;
- Черепаха (лат. Testudo) – располагалось между Китом, Рыбами и Водолеем;
- Морской конёк (лат. Hippocampus) – располагалось между Орионом и Тельцом на месте также устаревшего созвездия Лютня Георга;
- Звездочёт (лат. Uranoscopus) — вид рыб; располагалось между Близнецами и Рысью на месте также устаревшего созвездия Телескоп Гершеля;
- Ящер (лат. Manis) — млекопитающее отряда Панголины – располагалось между Цефеем, Ящерицей и Лебедем на месте также устаревшего созвездия Слава Фридриха II;
- Угорь (лат. Anguilla) – располагалось между Малым Конём, Дельфином, Орлом, Змеёй и Змееносцем около Козерога и Стрельца;
- Морское блюдечко (лат. Patella) – располагалось между Орлом, Змеёй и Змееносцем на месте также устаревшего созвездия Телец Понятовского.